# Aleksandar Karađorđević (knez)
Aleksandar Karađorđević (Topola, 11. listopada 1806. – Temišvar, 3. svibnja 1885.), bio je knez Srbije od 1842. do 1858. godine. Pripada dinastiji Karađorđevića, koja se izmjenjivala na vlasti u Srbiji s dinastijom Obrenovića.
Abdicirao je 1858. godine, nakon sukoba s glavnim političkim snagama u Srbiji.
Njegov otac bio je Karađorđe, a sin kralj Srbije i kralj Kraljevine SHS Petar I. Karađorđević. Njegov sin Đorđe je umro u Dubrovniku, u luci Gruž, na brodu knjaza Nikole Petrovića, 1888. godine.
Postoji i Aleksandar I. Karađorđević, kralj Kraljevine SHS odnosno Jugoslavije 1921. – 1934.